# Лидо дељи Естензи (Ферара)
Лидо дељи Естензи је насеље у Италији у округу Ферара, региону Емилија-Ромања.
Према процени из 2011. у насељу је живело 1644 становника. Насеље се налази на надморској висини од -9999 м.